# Robert Fischer (Pharmazeut)
Robert Walter Fischer (* 15. August 1903 in Innsbruck; † 9. Januar 1996 in Graz) war ein österreichischer Pharmazeut und Hochschullehrer.

## Leben
Robert Fischer, am 15. August 1903 in Innsbruck geboren, nahm nach der Matura das Studium der Pharmazie an der Universität Innsbruck auf, ehe er 1924 zum Mag. pharm. sponsierte sowie 1927 zum Dr. phil. promovierte. Nach Assistentenjahren habilitierte Fischer sich dort 1930 als Privatdozent für Pharmakognosie, bevor ihm 1937 der Titel eines außerordentlichen Professors verliehen wurde. Im selben Jahr wechselte Fischer, der 1933 illegal der NSDAP später auch der SS beigetreten war und als Obertruppführer des NS-Kraftfahrkorps sowie als Funktionär des NS-Dozentenbundes eingesetzt war, als Titular-außerordentlicher Professor an die Universität Graz, wo ihm 1939 die außerordentliche Professur für Pharmakognosie sowie die Leitung des Pharmakognostischen Instituts übertragen wurde. Am 17. Mai 1938 beantragte er die reguläre Aufnahme in die NSDAP und wurde rückwirkend zum 1. Mai desselben Jahres aufgenommen (Mitgliedsnummer 6.228.215).
1963 übernahm Fischer schließlich den Lehrstuhl für Pharmakognosie und Mikrochemie, den er bis zu seiner Emeritierung innehatte. 1964 wurde er in Würdigung seiner Verdienste um die Schaffung neuer Mikromethoden mit dem Dr. Fritz-Pregl-Preis der Österreichischen Gesellschaft für Mikrochemie ausgezeichnet. Robert Fischer verstarb am 9. Januar 1996 im Alter von 92 Jahren in Graz.

## Schriften
- Mit Willibald Hauser: Praktikum der Pharmakognosie, 4. Auflage, Springer, 1968
- Mit Theodor Kartnig: Drogenanalyse : makroskopische und mikroskopische Drogenuntersuchungen, Zugleich 5., neubearbeitete Auflage von Praktikum der Pharmakognosie, 1978